# Daniel Petrowić-Niegosz
Daniel Aleksander Petrowić-Niegosz, serb. Данило Александар Петровић-Његош / Danilo Aleksandar Petrović-Njegoš (ur. 29 czerwca 1872 w Cetynii, zm. 24 września 1939 w Wiedniu) – dziedziczny książę w 1872–1910, następnie królewicz i w 1910–1918 książę koronny Czarnogóry, pretendent do tronu w 1921, z dynastii Petrowiciów-Niegoszów.

## Życiorys

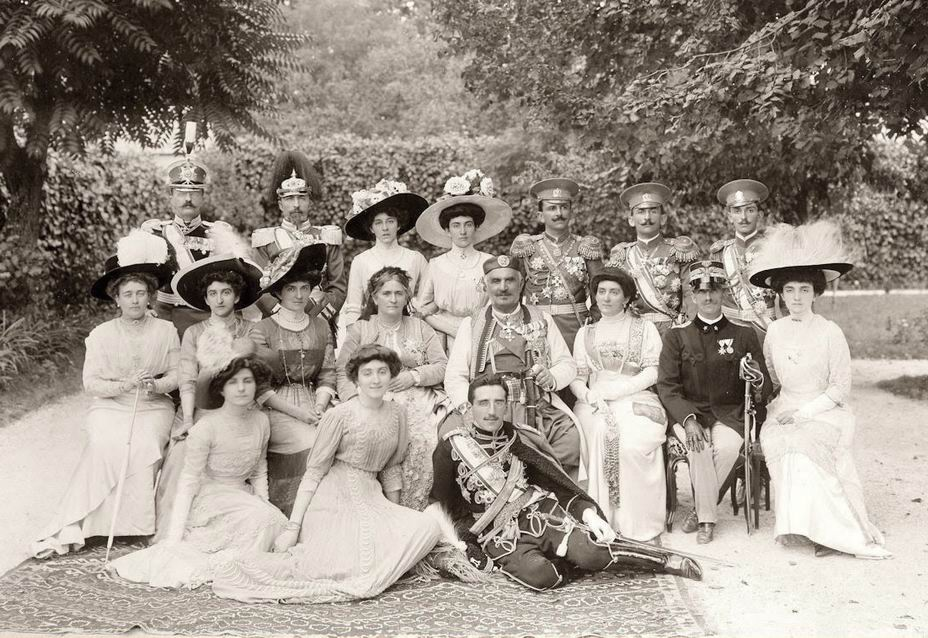
Daniło z rodziną Petrović-Niegosz

Daniel Petrowić-Niegosz urodził się 29 czerwca 1872 r. w Cetynii. Był synem króla Mikołaja I Petrowića-Niegosza (1841–1921) i jego żony Mileny Vukotić (1847–1923). Miał dziewięć sióstr i dwóch braci. Najstarsza siostra Zorka wyszła za mąż za Piotra I – króla Serbii i Jugosławii, a dwie inne – Anastazja i Milica zostały wielkimi księżnymi Rosji. Dzięki korzystnym małżeństwom dzieci jego ojciec zyskał przydomek „teść Europy”.
Po ślubie starszych sióstr książę założył zamieszkał w wybudowanym dla niego w latach 1894–1895  Błękitnym Pałacu w Cetyni. W 1898 r. ojciec wysłał swojego następcę na dwór Romanowów, gdzie siostry miały poszukać mu narzeczonej. W Petersburgu książę Daniel spotkał niemiecką księżnę Juttę z Meklemburgii-Strelitz, która zgodziła się przejść na prawosławie w celu poślubienia dziedzica Czarnogóry. Car Mikołaj II dał jej posag w wysokości dwóch milionów rubli. Po ślubie Jutta otrzymała imię księżnej Milicy. W 1912 r. walczył w wojnach bałkańskich. Czarnogórę opuścił tuż przed I wojną światową i do tego czasu nie brał udziału w życiu politycznym. W 1921 r. uzyskał tytuł króla Czarnogóry jako Daniel (Daniło) II, ale abdykował po sześciu dniach.